# Çetinkaya Türk S.K.
Çetinkaya Türk Spor Kulübü también conocido como "Kırmızı Şimşekler" es un equipo deportivo de fútbol turcochipriota con sede en Lefkoşa (de facto)/Nicosia (de iure).

## Historia
Lefkoşa Türk Spor Kulübü fue fundado en 1930 y fue uno de los miembros fundadores de la Primera División de Chipre en 1934, el único equipo turco-chipriota en la liga (con 7 equipos chipriotas griegos: AEL Limassol, Trast AC, Olympiakos Nicosia, Aris Limassol, APOEL Nicosia, Anorthosis Famagusta y EPA Larnaca). El club se fusionó con Çetinkaya Türk Asnaf Ocagi (fundado en 1943) en 1949, cambiando su nombre a Çetinkaya Türk Spor Birligi.
El club se convirtió en el primer equipo para mantener el Cyprius F.A Shield permanentemente después de ganarlo tres veces en 1951, 1952 y 1954 Después de la formación de la Federación de fútbol de Chipre del Norte en 1955, el club se convirtió en miembro fundador de la Birinci Lig. Çetinkaya Türk sigue siendo el único club que ha ganado tanto la liga chipriota, la competencia principal de la Copa y la Supercopa hasta la fecha.

## Uniforme
Çentinkaya Türk viste la camiseta titular de color rojo con rayas amarillas y con el hombro izquierdo rojo y el derecho con una franja amarilla.La de visitante tiene cuadrados rojos y amarillos, el hombro izquierdo amarillo y el derecho completamente rojo;Siempre usan las medias y los pantaloncillos de color rojo

## Escudo
Su escudo tiene los bordes amarillos y el fondo de color rojo con una franja que dice el nombre del equipo de fútbol.Arriba esta la estrella y la luna y abajo la fecha cuando se fundó el Çetinkaya.

## Palmarés

### Miembro de la Federación de fútbol de Chipre (antes de 1954)
- Primera División de Chipre: (1)

1951
- Copa de Chipre: (2)

1952, 1954
- Supercopa de Chipre: (3)

1951, 1952, 1954

### Miembro de la Federación turca de fútbol de Chipre (desde 1954)
- Birinci Lig: (14)

1958, 1960, 1961, 1962, 1970, 1997, 1998, 2000, 2002, 2004, 2005, 2007, 2012, 2013
- Copa de Chipre del Norte (Federasyon Kupası): (17)

1956, 1957, 1958, 1959, 1960, 1963, 1969, 1970, 1976, 1991, 1992, 1993, 1996, 1999, 2001, 2006, 2011

## Jugadores destacados
- Anicet Eyenga
- Cauê Benicio
- Zeferino Paulo Borges